# APOM
APOM‏ (Apolipoprotein M) هوَ بروتين يُشَفر بواسطة جين APOM في الإنسان.